# ТСВ-1
ТСВ-1 (рос. Тренировочная Снайперская Винтовка; Тренувальна Снайперська Гвинтівка-1) — малокаліберна снайперська гвинтівка, розроблена на основі СВД. Її не можна назвати «справжньою» снайперською гвинтівкою через брак влучності на відстанях понад 100 м (з відстані 50 м досвідчений стрілець з положення «лежачи» здатний влучити серією з 10 пострілів в мішень діаметром 12 мм). Головне її завдання — служити зброєю початкового навчання снайперів до того, як їм доведеться стріляти зі справжньої бойової зброї. ТСВ-1 допомагає учню при найменших витратах звикати до снайперської гвинтівки, виробляти відповідний динамічний стереотип. Гвинтівка пройшла випробування, КБ «Іжмех» (Іжевськ) була виготовлена дослідна партія, але в серію так і не пішла.

## Конструкція
При її створенні Драгунов майже в точності скопіював зовнішній вигляд СВД, пристосувавши систему під набій 5,6 мм (.22 Long Rifle). У ТСВ-1 стандартний рамковий приклад, ствольні накладки з шістьма вентиляційними отворами з кожного боку. Ствол трохи коротший, ніж у СВД. Ствольна коробка простіша та коротша, відлита з легкого сплаву. Вільний затвор гвинтівки разом з деталями УСМ, поворотного механізму виконаний окремим швидкознімним блоком, вбудованим в кришку ствольної коробки. Гвинтівка комплектується штатним оптичним прицілом ТО-4М.
Малий калібр створеної Е. Ф. Драгуновим снайперської гвинтівки дозволяє використовувати відносно дешеві набої калібру 5,6 мм (.22 Long Rifle) кільцевого запалення.
Подача набоїв при стрільбі відбувається з штампозварного магазина пістолетного типу, місткістю на 10 набоїв. Принцип роботи вогневого агрегату заснований на вільному відкоті.

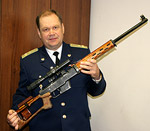
Начальник ЦССК (РОСТО) полковник Михайло Вікторович Лиско демонструє гвинтівку ТСВ-1
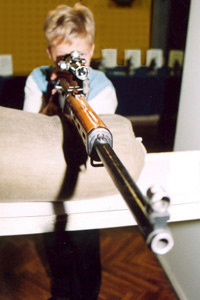
Молодий спортсмен стріляє з гвинтівки ТСВ-1
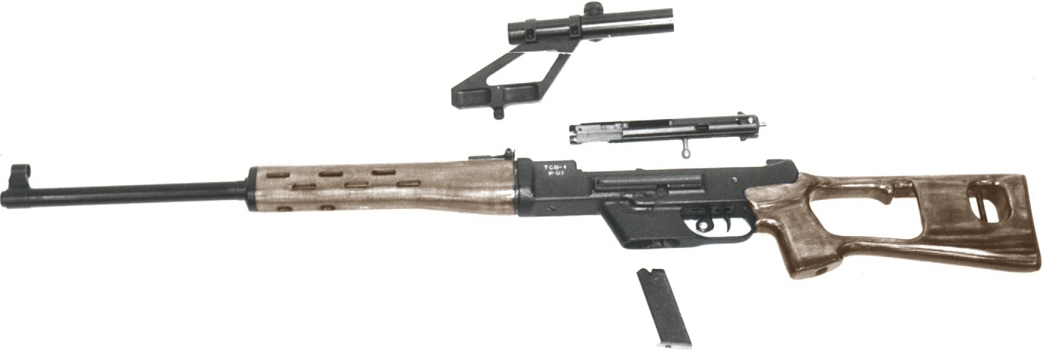
ТСВ-1, неповне розбирання